# Кирос Эспиноса, Уильям
Уильям Кирос Эспиноса (исп. William Quirós Espinoza; 19 октября 1994, Сан-Хосе, Коста-Рика) — коста-риканский футболист, защитник коста-риканского клуба «Картахинес».

## Клубная карьера
Уильям Кирос начинал свою карьеру футболиста в коста-риканском клубе «Эредиано». 4 сентября 2011 года он дебютировал в коста-риканской Примере, выйдя в основном составе в гостевом поединке против команды «Депортиво Саприсса». В середине 2014 года Кирос был отдан в аренду «Белену». 9 декабря 2015 года он забил свой первый гол на высшем уровне, открыв счёт в гостевом матче с «Эредиано».
В середине 2016 года Уильям Кирос вернулся в «Эредиано».

## Достижения
«Эредиано»
- Чемпион Коста-Рики (2): Лет. 2013, Лет. 2017